# NGC 208
NGC 208 es una galaxia espiral localizada en la constelación de Piscis.